# Juliette Milette
Juliette Milette (connue aussi sous son pseudonyme Rose de Montroy), née le 17 juin 1900 à Montréal et morte le 10 octobre 1992, est une organiste, professeure, compositrice et écrivaine québécoise.

## Biographie
Elle étudie à l'école de musique Vincent-d'Indy avec Alfred La Liberté, Raoul Paquet et Claude Champagne. Elle obtient un diplôme professoral du Conservatoire national de Montréal en 1933 ainsi qu'un diplôme de chant grégorien de l'Université de Montréal en 1938. Elle obtient aussi un Doctorat en musique de l'Université de Montréal en 1949 pour une thèse intitulée La mission spirituelle de la musique, publiée aux Éditions Fides en 1950.
À partir de 1926, elle enseigne le solfège, l'harmonie, l'analyse, le piano, l'orgue, le chant choral et le chant grégorien à l'école de musique Vincent-d'Indy.
Elle composa des œuvres pour orgue et chœur comme Notre Dame du Canada ainsi que l'accompagnement pour orgue du Cantuale  ad Benedictionem SS. Sacramenti, le reste de son œuvre de composition restant inédit.

## Honneurs
- 1927 : Lauréate de l'AMQ[1]
- 1953 : Prix David